# 安德烈·维辛斯基
安德烈·亚努阿里耶维奇·维辛斯基（俄语：Андрей Януарьевич Вышинский；1883年12月10日—1954年11月22日），苏联政治人物、法学家、外交家。他在1931年至1939年期间担任苏联总检察长，在苏联的大清洗中扮演重要角色，也是莫斯科审判和纽伦堡审判的公诉人。此后，在1949年至1953年期间担任苏联外交部部长，曾代表苏联签订德国投降文书以及中苏友好同盟条约。

## 生平
维辛斯基出生在乌克兰敖德萨的一个波兰裔天主教家庭，后来他们一家搬到了巴库。在基辅大学读书期间接触了革命思想，并对革命活动非常热衷，遭基辅大学开除。此后回到了巴库，并于1903年加入了孟什维克。参加了1905年俄国革命失败后被判处监禁，与斯大林成为狱友，因而相识。1909年获释后回到了巴库的家中，生下了女儿Zinaida。此后回到基辅大学变得非常老实。毕业后曾被人提议留任教授，但因为革命前科而被拒绝，不得不回到巴库。此后他来到了莫斯科成为一名优秀的律师，同时也是一位活跃的孟什维克，投身于政治运动中，发表了许多措辞激烈的演讲。
1917年身为政府小公务员的他在俄国临时政府的授意下签署了对布尔什维克领袖列宁的逮捕令，然而不久之后十月革命爆发，逮捕令失效。十月革命后他重新认识了先前的狱友斯大林，此时的斯大林已是布尔什维克的一位重要领袖，他成为莫斯科粮食补给部门的负责人，在斯大林、李可夫、加米涅夫等人的帮助下获得了一定影响力和声望。1920年邓尼金的俄国白军被苏联红军击败后加入布尔什维克，此后进入了苏联的司法系统成为检察官，同时在莫斯科大学教授刑事诉讼法。1928年5月担任沙赫蒂审判的主审法官。1930年11月至12月，担任工業黨審判的主审法官。1933年成为苏联代理总检察长，1935年担任苏联总检察长。
1934年基洛夫被暗杀后，斯大林以镇压反革命为由发起被称为“大清洗”的恐怖镇压，实为铲除异己势力。他在大清洗运动中扮演了关键角色：配合特务机关内务人民委员部，将众多斯大林的政敌铲除。在莫斯科审判中担任公诉人，将许多老布尔什维克判处枪决，而在特务头目雅戈达、叶若夫相继失势被处决之后，依然独善其身。
维辛斯基在1937年至1941年担任苏联科学院国家法研究所所长，在1938年全苏苏维埃法和国家科学会议上作了主要报告并提出了法和苏维埃社会主义法的定义，他认为法是国家政权制定或认可的、反映统治阶级意志并由国家的强制力来保证其适用的行为规则（规范）的总和，其目的是消亡。他为该大清洗提供了理论依据，其重要基石包括：刑法是阶级斗争的工具以及口供是证据之王。其法学思想在斯大林死后成为苏联法学界的批判对象。1939年当选为苏联科学院院士，1941年获得斯大林奖。
1939年他从司法界转入外交界，曾代表苏联签订德国投降文书以及中苏友好同盟条约。1949年至1953年期间调任苏联外交部长，任苏联常驻联合国首席代表，在冷战期间积极推进苏联的外交政策。1948年联合国起草世界人权宣言时曾嘲笑该宣言，1954年11月22日在纽约因患急性心脏病突然逝世，终年70岁。